# Wolfram & Hart
Wolfram & Hart, Attorneys at Law é uma firma fictícia de advocacia internacional e interdimencional na série estadunidense de TV Angel.

## História
A "Wolfram & Hart (do inglês: The Wolf, The Ram, and The Hart - O Lobo, A Ovelha, e o Cervo) é o nome de um antigo grupo de demônios. O grupo é relativamente fraco no seu início e não é encarado como uma ameaça pelos Anciãos. Ao longo do tempo, eles ganham poder e influência, eventualmente deixando juntos esta dimensão. Deste ponto em diante, eles são conhecido na Terra como os Sócios Majoritários pelos seus empregados, e realizam suas vontades através de várias organizações fantoches. E um destes grupos que comandam na Terra, é o escritório de advogados Wolfram & Hart.
Embora os Sócios Majoritários tenham deixado a dimensão da Terra, a fonte do poder da Wolfram & Hart, o Escritório Central, existe na própria Terra. Sem o mal que reside dentro de cada pessoa viva, a companhia não existiria.
Em 2004, a firma mantém escritórios em todas as grandes cidades do mundo. Contudo, as únicas unidades a aparecer na série de TV são as de Los Angeles e Roma (ambas têm interiores idênticos); na Itália, a companhia é conhecida como Wolfram e Hart.

## Operações
Como uma firma de advocacia, Wolfram & Hart normalmente defende clientes inescrupulosos e detestáveis, incluindo perseguidores, gângsteres, assassinos, políticos corruptos e vários demônios (grupos ou solitários). Apesar de muitos destes clientes serem ricos ou poderosos, o escritório também é conhecido por trabalhar em alguns casos de graça, especialmente quando há interesses secundários no cliente. A companhia ainda mantém os departamentos de Obras Públicas, Entretenimento, Ciência, Pesquisa e Inteligência, e Aquisições Internas (o termo usado pela empresa para roubo de sepulturas).

### Projetos Especiais
Além das várias funções legais que a firma executa, a Wolfram & Hart também mantém uma Divisão de Projetos Especiais. Esta divisão é responsável por uma grande gama de atividades, desde patrocinar eventos importantes de caridade com a intenção de roubar os fundos levantados, até contratar assassinos para matar indivíduos considerados como ameaça pelos Sócios Majoritários. Na firma de Los Angeles, esta divisão dá uma considerável atenção ao Angel. Profecias indicam que Angel é destinado a exercer um papel essencial no Apocalipse, mas não se sabe de que lado ele ficará. A Divisão de Projetos Especiais está empenhada em garantir que Angel esteja do seu lado quando a profecia se cumprir. Entre os recursos à disposição da divisão, está um equipe de operações especiais fortemente armada, que realiza operações como seqüestros a mando da companhia. Marcus Hamilton credita a um cliente da Wolfram & Hart a patente do câncer.

### Recursos Humanos
A Wolfram & Hart é conhecida pelo tratamento a seus funcionários. A firma realiza varreduras aleatórias de empregados, usando telepatas para encontrar os que são desleais à companhia que eles prometeram trabalhar. Quando descobertos, estes são normalmente executados no local. Tem-se dito que os Sócios Majoritários forçam empregados a comerem seus próprios fígados por não ficarem satisfeitos com o seu trabalho. Em outro exemplo, foi relatado que vários empregados foram demitidos em sacos. Eles também têm permitido que funcionários executem e substituam seus superiores hierárquicos por maus desempenhos.
A cada setenta e cinco anos, a firma realiza uma revisão de seus empregados. Durante a Revisão, um Sócio Majoritário toma forma corpórea para punir aqueles que mostraram más performances. Muitos funcionários vivem com medo da Revisão, e nos dias antecedentes, fazem o que podem para lhes tornarem agradáveis aos Sócios Majoritários, inclusive sacrifícios animais e humanos.
Contudo, chefes departamentais da Wolfram & Hart podem usar de outros critérios quando lidam com insubordinação. Se um diretor considerar um funcionário valioso, pode decidir por renunciar à punição em favor de dar-lhe uma segunda chance.
Os funcionários da Wolfram & Hart costumam ter uma "cláusula perpétua" em seus contratos, o que significa que continuam na firma mesmo após suas mortes.
Como mencionado por Harmony Kendall, há também recursos não-humanos.
Em 2004, depois de ter sido duas vezes cortada por Angel, a firma mandou a unidade de Los Angeles (juntamente com toda Los Angeles) para a dimensão do Inferno.

## Unidade de Los Angeles
A unidade de Los Angeles da Wolfram & Hart foi fundada em 1791 sobre solo sagrado por um ritual empregando o sangue do assassino em série Matthias Pavayne, o qual é capaz de sobreviver como um espírito no prédio há mais de duzentos anos. A unidade é notável porque opera na mesma cidade que Angel, que se transforma no foco de vários projetos da W&H.
Em 2003, a unidade de Los Angeles é destruída pela Besta após esta lançar um ataque brutal aos escritórios e também ter matado quase todos na cidade que trabalhavam para a companhia. O edifício foi rapidamente reconstruído (e de alguma forma, o pessoal foi reposto extremamente rápido). À Angel é oferecida mordomias da unidade, com o claro propósito de ser uma recompensa para prevenir a paz mundial. Na realidade, os Sócios Majoritários esperam que Angel mude para o seu lado, e mantenham ele sem saber que o apocalipse da empresa já está acontecendo. Angel aceita a oferta com uma condição: em troca, a W&H aceita alterar as memórias de seu filho, e colocá-lo com uma boa família. Os membros restantes da Angel Investigations também entrarm para a W&H tomando o controle de vários departamentos.
Angel luta com a ambigüidade moral de sua posição como diretor da unidade. Enquanto ele é capaz de fazer algumas mudanças na empresa, como demitir os funcionários mais maldosos e instituir uma política de tolerância zero quanto a matar humanos, ele precisa manter o negócio rentável a fim de manter o controle da unidade. Como resultado, Angel precisa manter sua clientela imoral feliz através de soluções criativas para seus problemas que melhor se ajusta a sua compreensão de fazer o bem. Depois de controlar a unidade por meses, Angel e os outros perturbam o plano dos Sócios Majoritários de matar todos os membros do Circle of the Black Thorn (do inglês: Círculo do Espinho Negro), os maiores representantes dos Sócios Majoritários na Terra, destruindo efetivamente sua influência e parando o plano dos Sócios. A seguir, durante a batalha entre Angel e a ligação aos Sócios Majoritários, Marcus Hamilton, a unidade de Los Angeles colapsa.

### White Room
Dentro do escritório da Wolfram & Hart, pode-se entrar na 'The White Room' (do inglês: A Sala Branca). Esta é um espaço interdimensional que serve como um "Canal" aos Sócios Majoritários - esta é a linha mais direta a eles, mas é necessário falar com um intermediário. A "Sala" é acessada pressionando uma certa seqüência de botões no painel do elevador. Se as condições estiverem reunidas, as portas do elevador abrem e uma luz cegante transporta os ocupantes para a Sala Branca.
Quando ela é visitada pela primeira vez por Angel, a sala é ocupada por uma pequena garota chamada Masektet, o mais maléfico membro da Ra-Tet, uma família de seres místicos. Na ocasião em que Angel visita a Sala procurando pelo demônio Sahjhan, a garota oferece uma breve história sobre o demônio. No momento em que a W&H cai sob o cerco da Besta, Angel e seu grupo encontram o único refúgio na Sala Branca, eles chegam ainda para ver a Besta drenando as energias negras de Mesektet, matando-a. Antes de sua morte, ela transporta o grupo de volta para o Hyperion Hotel para que a Besta não os mate.
Quando são oferecidos aos funcionários da Angel Investigations cargos na Wolfram & Hart, Charles Gunn é levado para a Sala Branca como parte de sua turnê personalizada. Para sua surpresa, ele é cumprimentado por um leopardo negro - a forma do novo Canal é determinada pelo observador. Durante seu mandato na W&H, Gunn faz uso do Canal sempre que seus recursos são exauridos. Quando Gunn visita à procura de uma forma para salvar a vida de Fred, ele encontra uma imagem espelhada dele mesmo, que o ataca ferozmente pela sua insolência em usar a Sala para suas próprias vontades.

## Outros Reinos
Em consonância às suas operações na Terra, Wolfram & Hart mantém sua presença em uma série de outras dimensões.
A região do mundo extradimensional de Pylea visitado pela Angel Investigations é controlado por sacerdotes conhecidos como Covenant of Trombli (do inglês: Pacto de Trombli). Este grupo possui um trio de textos sagrados emblemados com um lobo, uma ovelha e um cervo (no inglês: a wolf, a ram, and a hart) respectivamente. Desde então o Pacto foi desfeito, e toda a extensão da Wolfram & Hart sob influência de Pylea ou em outra dimensão é desconhecida.

## Detalhes da produção
- A faixada exterior dos escritórios da Wolfram & Hart vistos nas primeiras quatro temporadas da série é, na verdade, o Sony Pictures Plaza, localizada em Culver City, Califórnia.
- As imagens exteriores na quinta temporada são das torres Arco Center, em Long Beach, Califórnia.
- O interior da unidade de Los Angeles vistos no episódio "Home" (vigésimo segundo episódio da quarta temporada) é na verdade um grande complexo de negócios em Thousand Oaks, Califórnia.